# Eastwood (Essex)
Pour les articles homonymes, voir Eastwood.
Eastwood est une ville située dans le comté d’Essex en Angleterre
Sa population était de 9 364 habitants en 2011.